# Octodon lunatus
Octodon lunatus (дегу місяцезубий) — вид гризунів родини Віскашеві.

## Зовнішня морфологія
Вид Octodon lunatus зовнішньо схожий на Octodon bridgesi, але колір спини більш каштановий і нижня частина хвоста принаймні наполовину чорна. Обидва види мають білі плями на пахвовій западині і в області паха. Основною відмінністю для поділу цих двох видів є те, що для виду Octodon lunatus характерна відсутність поглиблення на внутрішній облямівці останнього верхнього моляра (але ця відмінність могла б бути внутрішньовидовою мінливістю даної ознаки).

## Середовище проживання
Вид проживає в Чилі, в прибережних горах провінцій Вальпараїсо, Аконкаґуа, і Кокімбо. Мешкає в скелястих та густих прибережних чагарникових районах. Цей вид більш схильний до нічної активності ніж інші з роду Octodon.

## Генетика
Вид Octodon lunatus має диплоїдний набір, що складається з 78 хромосом, вага клітини ДНК — 8.8 пікограм.